# Facto Delafé y las Flores Azules
Facto Delafé y Las Flores Azules es una banda española procedente de Barcelona que nace al juntarse componentes de otros grupos de la escena musical de la ciudad condal. Marc Barrachina proviene de Songstone, Oscar D'aniello trabajaba en Mishima y Helena Miquel es vocalista de Élena.
El nombre del grupo proviene de sus tres componentes:
- Marc Barrachina (bases) es Facto
- Oscar D'aniello (voz y letras) es Delafé
- Helena Miquel (voz y coros) es Las Flores Azules

En el año 2010, antes de la publicación del álbum "vs Las Trompetas de la Muerte", Marc Barrachina abandona la banda, pasando por ello a llamarse Delafé y las Flores Azules. En esta nueva etapa se incorporan al proyecto Dani Acedo (Mishima) y la producción de The Pinker Tones. En septiembre de 2015. Helena abandona el grupo y lo anuncia a través de un comunicado en la página de Facebook del grupo, por lo que la banda se queda simplemente en Delafé.

## Biografía
Este conjunto español empieza a tomar forma en noviembre de 2002, en septiembre de 2003 ganan el primer premio del concurso "Jóvenes Promesas de El Masnou" organizado por el Ayuntamiento de esa localidad barcelonesa.
En mayo de 2004 con la canción "Mar el poder del mar" ganan la "Canción del mes" en el programa "Disco Grande" de RNE Radio 3 y en enero de 2005 en el mismo programa ganan el premio como "Mejor maqueta del año 2004" con "El Monstruo de las Ramblas".[cita requerida]
El videoclip de "Mar el poder del Mar" fue el ganador del concurso Diba en Barcelona en mayo de 2006, quedó segundo en la lista de la revista Rockdelux de clips nacionales en 2005 y fue finalista en el Concurso Nacional de video-clips, ZonaZine, integrado en el Festival de Cine Español de Málaga.[cita requerida]
En el año 2008 su canción "Mar el poder del Mar" es la banda sonora de uno de los anuncios de la campaña "Ya es primavera en El Corte Inglés" 
En el año 2010, coincidiendo con el cambio de sello discográfico y la publicación del álbum "vs. Las Trompetas de la Muerte", Marc Barrachina abandona la formación y esta pasa a llamarse "Delafé y las Flores Azules". En las puestas en escena de esta nueva etapa se incorporan nuevas caras: Dani Acedo (bases/keys/casiotone/coros), Juliane Heinemann (coros/percusiones), Ferran Puig (trombón/percusiones/coros), Ramon Marc Bataller (saxo/percusiones/coros), Marc Gay (trompeta/percusiones/coros), Ramon Rabinad (batería), Lluís Cots (Ingeniero técnico de sonido), Xavi Corbellini (Ingeniero técnico de sonido), Karles Albert Gómez i Martínez de Huete (Road Manager), DSLNC (live visuals & motion gfx).[cita requerida]
A mediados del 2011 el grupo se une a nuevas iniciativas y realiza su primer concierto en línea en directo en la plataforma de conciertos on-live eMe.
Su canción "Ciudadanos de un lugar llamado mundo" se pudo escuchar en la campaña publicitaria de verano del 2011 de la cerveza San Miguel. 
Coincidiendo con el décimo aniversario de la banda, en el 2013 publican “De ti sin mí/De mí sin ti” (Warner Music Spain), un disco doble que consta de 11+11 canciones; las 11 del primer disco comparten letra y enumeración con las 11 del segundo, pero la música, la cadencia y el ritmo son distintos. Esto las convierte en 22 canciones independientes con el fin de experimentar sobre cómo la intención, la atmósfera y el tono influyen en la manera en que el oyente recibe e interpreta un mismo mensaje.
En este nuevo disco Delafé y Las Flores Azules adoptan un registro más orgánico y analógico dejando a un lado las secuencias electrónicas, que casi desaparecen por completo. Fue por este motivo que decidieron trabajar en el estudio de Paco Loco, encargado de la grabación, mezcla y producción del álbum.
Es importante destacar los numerosos colaboradores que han participado en la grabación: Nacho Vegas, Antonio Luque (Sr. Chinarro), Dani Vega (guitarrista de Mishima), Pablo Errea (cantante de Edwin Moses), Esteban Perles (baterista de Bigott), Pedro Perles. Ramon Rabinad (exbaterista de Fundación Tony Manero y componente de la formación en directo de Delafé y Las Flores Azules), Núria Capote e Inma Paulete (grupo Cassettes), el estadounidense Chris Carmichael a las cuerdas y el coro gaditano Las chicas del Jardín de Schönberg. Todos ellos han aportado su gran talento.
En octubre de 2013 Delafé y Las Flores Azules publican 4 remixes de su álbum “De ti sin mí/De mí sin ti” realizados por KULYELA, quien fue el productor de su primer disco "Facto Delafé y las flores azules vs. el monstruo de las Ramblas". 
A finales de 2015, Oscar, coincidiendo con la marcha del grupo de Helena, anunció nuevo disco para el año 2016, que llevaría por título "La fuerza irresistible".
En octubre de 2019, tras dos años de preparación, Delafé lanzó su disco "Hay un lugar", editado por él mismo, y con colaboraciones de otros artistas: Carlos Sadness, La Bien Querida, Delaporte, Maria Rodés y Soleá Morente, así como la del productor Dan Hammond.

## Estilo y referentes
Las canciones de Facto Delafé y las Flores Azules están entre el rock, el pop, el soul o la electrónica. Las letras, más próximas a la poesía que a la agresividad del hardcore, son positivas y críticas al mismo tiempo, explorando sensaciones poco habituales en el panorama nacional. [cita requerida]
Las referencias de Facto Delafé y las Flores Azules van desde la música surf hasta el pop-rock independiente pasando por el soul. Grupos como Flaming Lips, Beach Boys, The Roots, Dr. Octagon, Yo La Tengo, Joan Manuel Serrat o Marvin Gaye han influido en la creación de sus temas. También se inspiran en la sensualidad y provocación de ciertos autores de la canción francesa como Serge Gainsbourg o Mickey 3D, en sus duetos con Jane Birkin. [cita requerida]

## Obra

### Discografía
Álbumes publicados como Facto Delafé y las Flores Azules:
- (2006) vs El monstruo de las ramblas (Music Bus)
- (2007) En la Luz de la Mañana (Music Bus)

Álbumes publicados como Delafé y las Flores Azules:
- (2010) vs Las Trompetas de la Muerte (Warner Music)
- (2013) De ti sin mí - De mí sin ti (Warner Music)
- (2014) Estonosepara: Diez años de rarezas / Diez años de singles (Warner Music)
- (2025) Amor (Autoeditado)

Álbumes publicados como Facto y Los Amigos del Norte:
- (2011) F.A.N. (DRO)

Álbumes publicados como Delafé
- (2016) "La Fuerza Irresistible" (Warner Music)
- (2019) "Hay un lugar" [5]